# Футбол в Гибралтаре
Футбол является одним из самых популярных видов спорта на британской зависимой территории Гибралтар. Футбол на полуострове, завезённый сюда британскими военнослужащими в XIX веке, имеет давние традиции. В 1895 году была создана Футбольная ассоциация Гибралтара, что делает её одной из старейших футбольных ассоциаций в мире.

## История

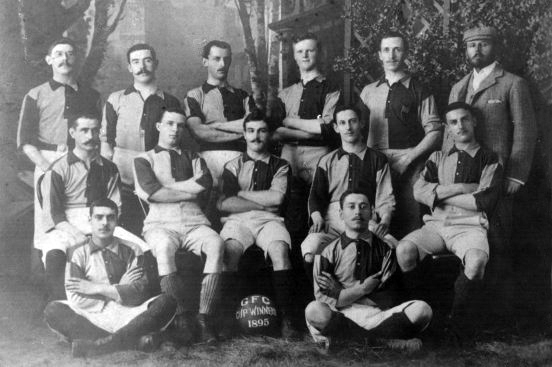
Победитель Торгового кубка 1895 года ФК «Гибралтар»

Гражданское население Гибралтара заимствовало игру в футбол от британских военнослужащих в конце XIX века. Точно неизвестно когда образовались первые футбольные клубы, но исходя из записей того времени, футбольный клуб «Принц Уэльса» существовал уже в 1892 году, а ФК «Гибралтар» был создан в ноябре 1893 года.
В период с 1895 по 1907 в Гибралтаре единственным футбольным турниром, организованным Гибралтарской гражданской ассоциацией футбола, был Торговый кубок (Merchants Cup). Кубок вручался торговыми организациями Гибралтара. В первом финале этого Кубка, собравшем 1500 зрителей, встречались ФК «Гибралтар» и ФК «Джубили».
В 1902 году военные власти Гибралтара выделили одно из своих четырёх футбольных полей на севере территории для проведения матчей гражданскими командами. До этого момента Футбольная ассоциация Гибралтара не имела собственного стадиона и для проведения игр в рамках ежегодного Торгового кубка, была вынуждена по возможности организовывать товарищеские матчи своих клубов с командами британских военнослужащих.

### Футбольная лига
Футбольная лига Гибралтара была создана в октябре 1907 года. Хотя военным контингентом уже давно была организована футбольная лига, гражданским командам в ней играть разрешено не было. Первый чемпионат был представлен борьбой восьми команд с лидером тех времён ФК «Принц Уэльса». Успех футбольных матчей вызвал рост количества команд, желающих вступить в лигу. В 1909 году было создано второе отделение лиги, а в 1910 году соревнование поделены для старших и юношеских команд. Росту популярности футбола способствовало вступление в Футбольную ассоциацию Англии в 1909 году. Годы спустя Гибралтарская гражданская ассоциация футбола была переименована в Футбольную ассоциацию Гибралтара и по сегодняшний день выступает организатором футбольной лиги и других турниров проводимых на полуострове.

### Золотая эра
Период между 1949 и 1955 годами считается «Золотой эрой» футбола в Гибралтаре. В этот период на полуостров для встреч с местной сборной приезжали такие клубы как «Реал Мадрид», «Атлетико Мадрид», «Реал Вальядолид», «Адмира Ваккер» и многие другие. Несмотря на статус любителей, футболисты Гибралтара достойно противостояли знаменитым клубам.

## Сборная

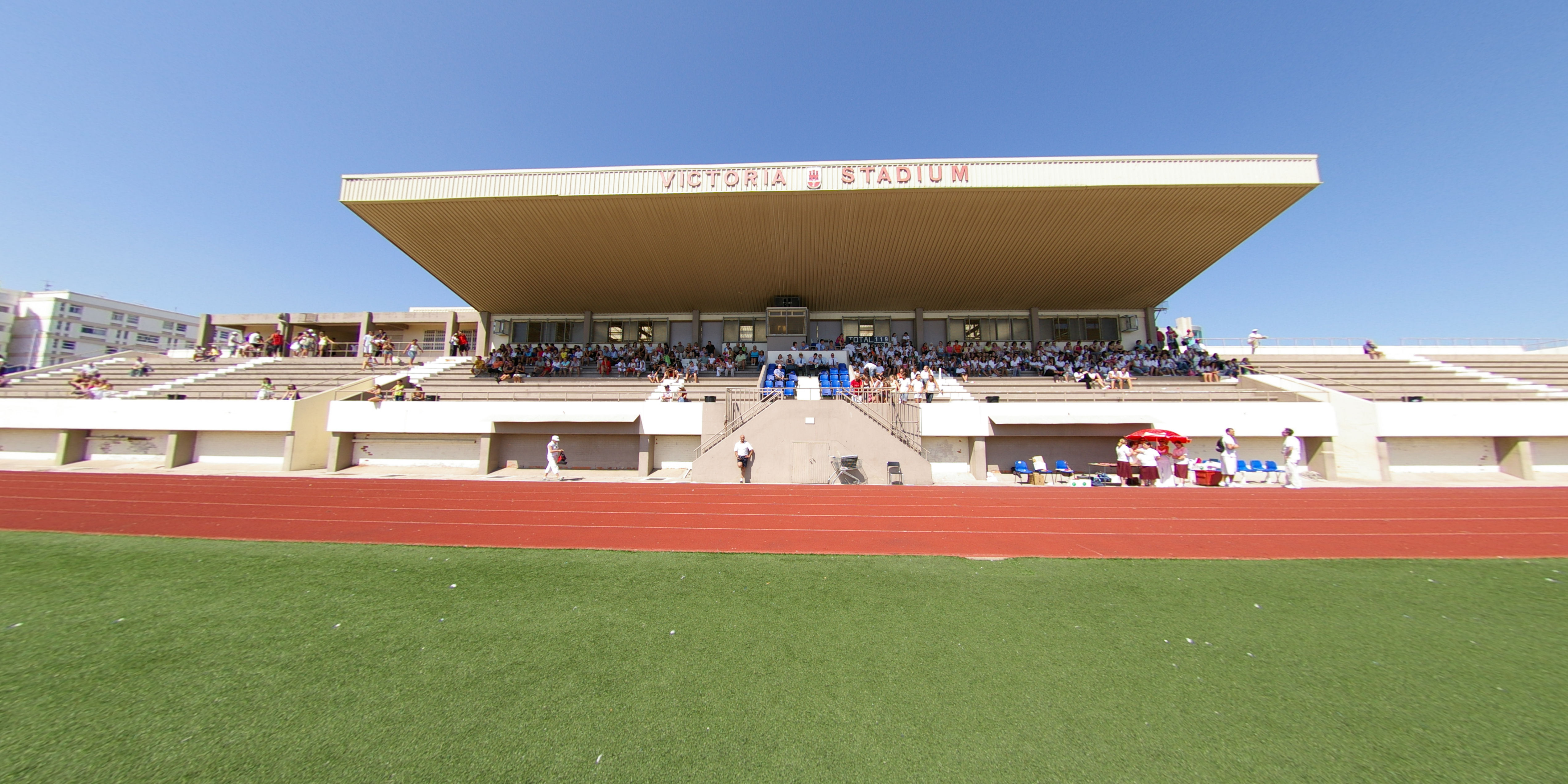
Виктория Стэдиум — домашний стадион национальной сборной

История национальной сборной началась с матчей против команд британских военнослужащих. Наивысшим успехом в её истории стала ничья в матче с мадридским «Реалом» в 1949 году. В настоящее время сборная Гибралтара подавляющее число своих матчей проводит с командами территорий, не являющихся членами ФИФА. В 2007 году она выиграла Островные игры, проходившие на Родосе.
Гибралтарская национальная сборная играет свои матчи, как и большинство местных клубов на стадионе «Виктория», вмещающем 5000 зрителей и имеющем лицензию ФИФА.

### Заявка на вступление в УЕФА
В январе 1997 года Футбольная ассоциация Гибралтара подала заявку на вступление в ФИФА, которая в марте 1999 года, сообщив, что заявка соответствует требованиям Устава организации, передала её для рассмотрения в УЕФА. Данное обстоятельство вызвало резкий протест испанских представителей, высказавших официальную позицию своей страны, состоящую в том, что Гибралтар является частью Испании. В этой связи в 2002 году УЕФА принял решение о том, что его будущие члены должны являться независимыми государствами. Вновь вернувшись к данному вопросу на своём Конгрессе в Дюссельдорфе в 2007 году, УЕФА отклонил заявку Гибралтара 45 голосами против 3 (при 5 воздержавшихся).
1 октября 2012 года состоялась встреча исполкома УЕФА в Санкт-Петербурге Согласно решению исполкома, начиная с 1 октября временным членом УЕФА стал Гибралтар. Данное решение принято вслед за соответствующим постановлением, вынесенным Спортивным арбитражным судом 1 августа 2011 года. Решение о постоянном членстве Гибралтара в УЕФА было принято на XXXVII Очередном Конгрессе УЕФА 24 мая 2013 года

### Последствия
Результат заключительного голосования УЕФА был воспринят многими жителями Гибралтара, как акт агрессии и дискриминации со стороны Испании. Многими отказ во вступлении понимался как агрессия Испании против Гибралтара. Испания, с другой стороны, просто рассматривала это как важную линию в вопросе, который позволил бы гибралтарским чиновникам добиться признания со стороны Испании спорного статуса Гибралтара. Испания указала на положение ООН о Гибралтаре, как не самоуправляющейся территории, и признала, что это было «политической проблемой». Гибралтарские чиновники, в свою очередь, пообещали отстаивать независимость территории.